# Кто говорит, что Сербия мала
Кто говорит, что Сербия мала (серб. кир. Ко то каже, Србија је мала, серб. лат. Ko to kaže, Srbija je mala) — сербская патриотическая песня времён Первой мировой войны.

## История
В основе песни простой повторяющийся текст и популярный сербский народный десятисложный стих. Мелодия позаимствована из славонской народной песни «Чья тачка, чья тачка гремит переулком» (хорв. и серб. Čija kola sklepeću sokakom) (текст). Автор текста неизвестен; однако с годами тексты изменились, и в последних версиях её часто пели про войну в Хорватии, что придавало песне сильный антихорватский оттенок. В настоящее время в самой Хорватии (а также в Боснии и Герцеговине) её отождествляют с сербским национализмом. Песня, практически забытая во времена существования социалистической Югославии, вновь обрела популярность в конце 1980-х годов, когда в стране пришёл в упадок культ югославских партизан. Вместо этого в югославском (и особенно сербском) обществе всплыли события Первой мировой войны, в которой Сербия воевала на стороне Антанты. Сюжет о побежденной и разделённой войной Сербии, которая в итоге победит, стал очень популярен среди сербских националистов. Песня была популярна среди сербских военных в Республике Сербская Краина.
Текст песни повествует о том, как Сербия во втором десятилетии XX века участвовала сразу в трёх войнах: (первой и второй балканских войнах и в первой мировой войне). Суть текста заключается в том, что, несмотря на все трудности и, прежде всего, тот факт, что в начале так называемой «Большой войны», когда Сербия была значительно ослаблена и истощенна предыдущими двумя конфликтами, страна сумела одержать победу.

## Текст
| Сербский язык (вуковица) | Перевод на русский |
| --- | --- |
| Ко то каже, ко то лаже, Србија је мала, (2x) Није мала, није мала, трипут ратовала. (2x) Дванаесте, дванаесте, Турке истерала, (2x) Тринаесте, тринаесте, пред Бугаре стала. (2x) Четрнаесте, четрнаесте, Шваба ударио, (2x) Осамнаесте, осамнаесте, Србин победио. (2x) Ко то каже, ко то лаже, Србија је мала, (2x) Није мала, није мала, увек ратовала, И опет ће, и опет ће, робовати неће. | Кто-то скажет, кто-то солжёт что Сербия мала, (2 раза) Не мала, не мала, трижды воевала. (2 раза) В двенадцатом, в двенадцатом турок изгоняла, (2 раза) В тринадцатом, в тринадцатом году против болгар встала. (2 раза) В четырнадцатом, в четырнадцатом немец ударил, (2 раза) В восемнадцатом, в восемнадцатом серб победил. (2 раза) Кто-то скажет, кто-то солжёт что Сербия мала, (2 раза) Не мала, не мала, всегда воевала, И снова, и снова не будет в рабстве. |

## В культуре
- Песню несколько раз поёт главный герой хорватского фильма «Ничей сын» 2008 года Иван. Он бывший рок-музыкант, участвовавший в войне в Хорватии, попавший в плен к сербам и ставший инвалидом, потеряв обе ноги. Например, в сцене, когда Иван заходит в бар и слышит, как хорватские скинхеды поют усташескую песню «Вот рассвет, вот день»[серб.] (хорв. Evo zore, evo dana), он в ответ поёт «Кто говорит, тот лжет» (серб. Ко то каже, ко то лаже). Позднее, когда по громкоговорителю передают предвыборные обещания его отца-политика, он ловит флешбек, где также слышит эту песню.